# Vorgesetzter
Vorgesetzte sind natürliche Personen, die innerhalb einer Organisation (Unternehmen, öffentliche Verwaltung, Behörde, Militär) mit der Befugnis betraut wurden, Weisungen an nachgeordnetes Personal zu erteilen. 

## Allgemeines
Die Arbeitsteilung verlangt auch eine Einteilung in ausführende und leitende Tätigkeit, die durch eine gegenseitige Rangordnung gekennzeichnet sind. Einer Führungskraft steht die Befugnis zu, im Rahmen des Direktionsrechts mittels Weisung Aufgabenträgern ausführender Tätigkeiten vorzuschreiben, welche Handlungen sie vorzunehmen und welche sie zu unterlassen haben. Vorgesetzte können mündlich (Auftrag, Befehl) oder schriftlich (Arbeitsanweisungen, Dienstanweisungen) von ihrem Weisungsrecht Gebrauch machen. Durch ihre Führungskompetenz übernehmen sie Fremdverantwortung und delegieren Durchführungskompetenzen. Zu den Führungsaufgaben eines Vorgesetzten gehören Organisation, Planung, Zielsetzung, Entscheidung, Koordination, Information, Mitarbeiterbewertung und Kontrolle. Zudem übernehmen Vorgesetzte (bei juristischen Personen ausschließlich die rechtlichen Vertreter) straf- und schuldrechtlich auch die Verantwortung, dass die ihnen Untergebenen hinreichend, gerade auch im Hinblick auf die Arbeitssicherheit, geschult sind.

## Arten
Allgemein wird zwischen Disziplinarvorgesetzten (Dienstvorgesetzten) und Fachvorgesetzten unterschieden: 
- Der Disziplinarvorgesetzte führt die Dienstaufsicht über Beamte und Dienstkräfte und ist nach Reinhard Höhn ein Vorgesetzter, der zwei Befugnisse besitzt:[2]
  - Er kann die Befolgung erteilter Anordnungen mittels Disziplinarmaßnahmen erzwingen und
  - er kann die Nichtbefolgung gegebener Anordnungen durch Disziplinarmaßnahmen ahnden.
- Ein Fachvorgesetzter hat die Befugnis, im Rahmen eines bestimmten Fachgebiets oder Arbeitsgebiets über alle zur Aufgabenerfüllung notwendigen Handlungen seiner Mitarbeiter zu entscheiden und entsprechende Anweisungen zu erteilen. Er wirkt bei der Erstellung von Stellenbeschreibungen seiner Untergebenen mit, plant die fachlichen Anforderungen am Arbeitsplatz, legt Arbeitsinhalte fest, kontrolliert die Arbeitsergebnisse der Mitarbeiter und sorgt für ihre weitere fachliche Qualifizierung. Reinhard Höhn widmet auch dem Fachvorgesetzten ein eigenes Kapitel und sieht ihn als berechtigte Durchbrechung des Grundsatzes der Einheit der Führung.[3] So kommt es oft vor, dass Mitarbeiter sowohl einem Fachvorgesetzten als auch einem Disziplinarvorgesetzten unterstehen.

In einer Linienorganisation spricht man von einer (strengen) Hierarchiefolge, weil die Vertreter einer Hierarchie-Ebene jeweils den (einzigen direkten) Vorgesetzten der nächstfolgenden unterstellten Hierarchie-Ebene stellen. In einer Matrixorganisation kann ein Mitarbeiter zwar mehrere Vorgesetzte haben, die Vorgesetztenfunktion im Sinne der Personalverantwortlichkeit liegt aber im Allgemeinen bei einer Person.
Hierarchische Zuordnungsverhältnisse bestehen Werner Thieme zufolge aus
- Anordnungsbefugnis, also dem Recht, „das Handeln eines andern zu bestimmen“;
- Aufsichtsrecht: Fach-, Rechts- und Dienstaufsicht;
- Evokationsrecht: Vorgesetzte dürfen die Bearbeitung einer Sache an sich ziehen, ohne dass eine unzulässige Rückdelegation vorliegt;
- Beanstandungsrecht mit dem Recht zur Aufhebung von Entscheidungen;
- Sanktionsrecht: ist bei Behörden und bei Vorgesetzten auf den Disziplinarvorgesetzten beschränkt und
- Informationspflicht durch Untergebene.

Diese Aufgaben gehören zu den Kernaufgaben eines Vorgesetzten. Daneben hat er für die Einarbeitung und Weiterqualifizierung seiner Mitarbeiter zu sorgen.

## Vorgesetzte bei Beamten und Soldaten
Besonders deutlich strukturiert sind die – bundeseinheitlich in Gesetzen geregelten – Vorgesetztenverhältnisse der Beamten und Soldaten. Das Deutsche Richtergesetz (DRiG) bestimmt, dass die beamtenrechtlichen Vorschriften sinngemäß auf Richter im Bundesdienst anzuwenden sind (§ 46 DRiG).

### Beamte
Im Beamtenrecht ist Vorgesetzter, wer dienstliche Anordnungen erteilen darf (§ 3 Abs. 3 BBG). Der Disziplinarvorgesetzte wird als Dienstvorgesetzter bezeichnet. Dienstvorgesetzter nach § 3 Abs. 2 BBG ist, wer für beamtenrechtliche Entscheidungen über die persönlichen Angelegenheiten der ihr oder ihm nachgeordneten Beamtinnen und Beamten zuständig ist. Dienstvorgesetzter einer obersten Behörde (beispielsweise Finanzministerium) ist der Finanzminister, einer Mittelbehörde (Bundesfinanzdirektion) der Präsident und einer unteren Behörde (Hauptzollamt) der Amtsleiter. 
- Zu den wichtigsten Kompetenzen des Dienstvorgesetzten gehören:[5]
  - Ernennung (Einstellung, Beförderung) nach § 10 Abs. 1 BBG,
  - Dienstliche Beurteilung des Beamten nach § 21 BBG,
  - Entscheidung über Umsetzung, Versetzung, Abordnung und Zuweisung (§§ 27 bis § 29 BBG),
  - Entlassung des Beamten auf Antrag (§ 33 BBG),
  - Feststellen der Dienstunfähigkeit (§§ 44 ff. BBG),
  - Versetzung in den Ruhestand (§§ 50 ff. BBG),
  - Verbot der Führung von Dienstgeschäften (§§ 66 ff. BBG),
  - Erteilung und Versagung einer Aussagegenehmigung (§ 68 BBG),
  - Erteilung und Versagung von Erholungs- und Sonderurlaub (§§ 89 f., § 95 BBG),
  - Genehmigung einer Nebentätigkeit (§§ 97 ff. BBG),
  - Disziplinarrechtliche Entscheidungen bei Dienstvergehen (§§ 17 ff. BDG). Der Dienstvorgesetzte ist auch der Disziplinarvorgesetzte, der ein Disziplinarverfahren gegen den Beamten einleiten kann.
- Fachvorgesetzter ist, wer einem Beamten für seine dienstliche Tätigkeit Anordnungen erteilen darf (§ 3 Abs. 3 BBG). Er ist der einem Beamten dienstlich übergeordnete Aufgabenträger. Beamte sind nach § 62 Abs. 1 BBG verpflichtet, dienstliche Anordnungen auszuführen und allgemeine Richtlinien der Fachvorgesetzten zu befolgen. Dies gilt nicht, soweit die Beamten nach besonderen gesetzlichen Vorschriften an Weisungen nicht gebunden und nur dem Gesetz unterworfen sind. Dienstliche Anordnungen des Fachvorgesetzten sind fast ausnahmslos innerbehördliche Maßnahmen mit Innenwirkung. Die behördliche Aufbauorganisation bestimmt, wer Dienst- und wer Fachvorgesetztenfunktionen wahrnimmt. Nicht jeder Fachvorgesetzte ist zugleich Dienstvorgesetzter, doch jeder Dienstvorgesetzte ist zugleich auch Fachvorgesetzter.[6]

### Soldaten
Die Vorgesetztenverordnung (VorgV) der Bundeswehr kennt nach § 1 Abs. 5 VorgV folgende Vorgesetzte:
- unmittelbare Vorgesetzte (§ 1 Abs. 1 VorgV) leiten eine militärische Gliederungseinheit (von der Gruppe bis zum Verband) oder leiten eine militärische Dienststelle.
- Fachvorgesetzte (§ 2 VorgV) besitzen fachliche Befehlsbefugnis in einem Fachdienst gegenüber den ihnen unterstellten Soldaten (der Generalapotheker ist höchster Fachvorgesetzter im Fachgebiet Wehrpharmazie).
- Vorgesetzte mit besonderem Aufgabenbereich (§ 3 VorgV) sind Soldaten, deren Dienststellung einen besonderen Aufgabenbereich mit einer besonderen Befehlsbefugnis erfordert (beispielsweise Kompaniefeldwebel).
- Vorgesetzte aufgrund des Dienstgrades (§ 4 VorgV): ein Soldat einer höheren Dienstgradgruppe ist Vorgesetzter gegenüber Angehörigen der niedrigeren Dienstgradgruppen (der Oberst gegenüber dem Hauptfeldwebel).
- Vorgesetzte aufgrund besonderer Anordnung (§ 5 VorgV) sind nur vorübergehend durch eine besondere Aufgabe tätig, aus dienstlichen Gründen kann auch ausnahmsweise ein rangniedrigerer Soldat Vorgesetzter eines ranghöheren sein.
- Vorgesetzte aufgrund eigener Erklärung (§ 6 VorgV) sind Vorgesetzte kraft „Notlage“ mit eingeschränkter Befugnis.

Die Wehrdisziplinarordnung (WDO) kennt in § 27 ff. WDO folgende weitere Vorgesetzte:
- Disziplinarvorgesetzter: Offiziere mit der gesetzlichen Befugnis, Disziplinarmaßnahmen zu verhängen (Disziplinarbefugnis), und deren truppendienstliche Vorgesetzte,
- nächster Disziplinarvorgesetzter: der unterste Vorgesetzte mit Disziplinarbefugnis, dem der Soldat unmittelbar unterstellt ist,
- nächsthöherer Disziplinarvorgesetzter: der truppendienstliche Vorgesetzte eines Disziplinarvorgesetzten,
- Oberster Disziplinarvorgesetzter: der Bundesminister der Verteidigung.

## Vorgesetzte in einer Organisation
Vorgesetzte besetzen im Organigramm der Aufbauorganisation eine eigene Stelle, üben dort eine Funktion aus und erhalten häufig eine ihre Funktion umschreibende Amtsbezeichnung. In Unternehmen heißen sie (von unten nach oben) etwa Gruppenleiter, Referatsleiter, Abteilungsleiter, Handlungsbevollmächtigter, Prokurist, Direktor oder Vorstand, in der öffentlichen Verwaltung etwa Kommissar, Amtmann, Amtsrat, Regierungsrat, Ministerialrat, Ministerialdirigent, Ministerialdirektor oder Staatssekretär. Die Funktion gibt auch Auskunft darüber, welchem Bereich der Funktionsinhaber angehört und ob er dort führend oder ausführend tätig ist. Die Führungsfunktion Vorgesetzter gilt als eine Koordinationsinstanz, weil sie der Abstimmung kooperativer Vorgänge dient.